# Letto (ö i Finland, Norra Österbotten, Brahestad)
Letto är en ö i Finland.   Den ligger i kommunen Brahestad i den ekonomiska regionen  Brahestads ekonomiska region  och landskapet Norra Österbotten, i den centrala delen av landet, 500 km norr om huvudstaden Helsingfors.
Terrängen på Letto är mycket platt.  I omgivningarna runt Letto växer i huvudsak blandskog.